# Сінопліозавр
Sinopliosaurus — рід вимерлих морських плазунів з родини пліозаврів. Типовий вид — Sinopliosaurus weiyuanensis, рештки якого виявив Ян Чжунцзянь у формації Цзилюцзін у 1944 році, зараз вважається nomen dubium. Інший віднесений до цього роду вид, Sinopliosaurus fusuiensis, пізніше був визнаний тероподом-спінозавридом, який жив на початку Крейдового періоду в Азії і виділений до роду Siamosaurus. Назва Sinopliosaurus означає «китайський пліозавр».

## Sinopliosaurus weiyuanensis
Типове місцезнаходження — формація Сіньлун, Гуансі, Китай. Рештки датуються Валанжинським та Аптським ярусом (140,2-112 млн років тому).

### Викопні матеріали
Голотип (IVPP V4793) включає п'ять зубів, з яких один був загублений (69x16,5x13 мм). Також до виду іноді відносять зуби, які виявив Дун Чжимін у 1992 році.

### Історія досліджень
Ляньхай Хоу та інші у 1975 році описали на основі IVPP V4793 новий вид сінопліозавра — S. fusuiensis. Проте, голотип типового виду, Sinopliosaurus weiyuanensis, виявився «химерою», яка складалася з зубів телеозаврида з роду Peipehsuchus і інших крокодиломорфів, ат акож сідничної та стегнової кісток пліозаврида.
Французький палеонтолог Ерік Бюфето і його співробітники у 2008 році визначили, що зразки IVPP V4793 насправді належать до спінозаврових. Вони відзначили, що зразки мають характеристики як спінозаврів (відсутність зубчиків), так барионіхінів (наявність характерних «ребер»). Було підкреслено подібність до зубів Siamosaurus suteethorni й припущено, що Sinopliosaurus fusuiensis є представником цього або спорідненого виду, проте цей факт є недостатньо обґрунтованим.
Американська палеонтологиня Мікі Мортимер на своєму сайті «The Theropod Database» наводить назву-комбінацію Siamosaurus fusuiensis.
Те що зуби, описані Дун Чжиміном у 1992 році, належать до цього виду — сумнівно.

## Sinopliosaurus sp.
Місце виявлення — формація Себаясі, Японія. Рештки належать до Баремського ярусу (129,97-125 млн років тому).
Викопний матеріал: один зуб, позначений як GMNH-PV-999, розмірами 51x20x14 мм.
Зуб цього таксону, знайдений та описаний Йосікадзу Хасегавою та ін. у 2003 році, було віднесено до роду Sinopliosaurus. Проте, він майже ідентичний до скам'янілостей Siamosaurus.

## Список видів
| Sinopliosaurus              | Young, 1942                | Nomen dubium |
| S. weiyuanensis             | Young, 1942                | Nomen dubium |
| S. fusuiensis               | Hou, Yeh et Zhao, 1975     |              |
| ? = Siamosaurus suteethorni | Buffetaut et Ingevat, 1986 |              |